# Alina Tsviliy
Alina Tsviliy (ukrainien : Цвілій Аліна Олександрівна ; née le 18 septembre 1994) est une athlète ukrainienne, spécialiste du fond et de la marche.

## Biographie
En mai 2018, elle remporte la médaille de bronze par équipe du 50 km marche aux Championnats du monde par équipes de marche à Taicang. Lors des Championnats d'Europe d'athlétisme 2018 à Berlin, elle finit 2e du 50 km marche derrière la portugaise Inês Henriques en 4 h 12 min 44 s, nouveau record d'Ukraine,.
Le 10 octobre 2018, l'Agence mondiale antidopage annonce qu'elle a été contrôlée positive au trimétazidine,.

## Palmarès

### Championnats d'Europe
- Championnats d'Europe d'athlétisme 2018 à Berlin ( Allemagne) :
  -  médaille d'argent du 50 km marche.